# Llista de topònims de Juncosa
Llista de topònims (noms propis de lloc) del municipi de Juncosa, a les Garrigues
Informació actualitzada per un bot. Els canvis manuals es perdran quan s'actualitzi!

## cabana
| imatge | Nom                               | Ubicat a | instància de | Detalls | coordenades                                                          | Protecció | Commons (més fotos) | Dades a WD                    |
| ------ | --------------------------------- | -------- | ------------ | ------- | -------------------------------------------------------------------- | --------- | ------------------- | ----------------------------- |
|        | Mas del Joanet de la Francesa     | Juncosa  | cabana       |         | 41° 24′ 25″ N, 0° 45′ 55″ E / 41.4068538510989°N,0.765387018913116°E |           |                     | Modifica les dades a Wikidata |
|        | Mas del Ton de la Munda           | Juncosa  | cabana       |         | 41° 21′ 31″ N, 0° 49′ 16″ E / 41.3585126731305°N,0.821159100284796°E |           |                     | Modifica les dades a Wikidata |
|        | Maset del Cama                    | Juncosa  | cabana       |         | 41° 21′ 18″ N, 0° 49′ 17″ E / 41.3548798270969°N,0.821471563631229°E |           |                     | Modifica les dades a Wikidata |
|        | Maset del Gil                     | Juncosa  | cabana       |         | 41° 23′ 47″ N, 0° 48′ 48″ E / 41.3963021568509°N,0.813402035379479°E |           |                     | Modifica les dades a Wikidata |
|        | Pallisa de l'Isidre Gomis         | Juncosa  | cabana       |         | 41° 22′ 21″ N, 0° 48′ 39″ E / 41.3723926584925°N,0.810747721592158°E |           |                     | Modifica les dades a Wikidata |
|        | cabana de la Garriga el Sigfredo  | Juncosa  | cabana       |         | 41° 22′ 19″ N, 0° 50′ 07″ E / 41.3720531541151°N,0.835162893894684°E |           |                     | Modifica les dades a Wikidata |
|        | cabana de la Pubilla              | Juncosa  | cabana       |         | 41° 22′ 51″ N, 0° 49′ 03″ E / 41.3807797291489°N,0.817473940613234°E |           |                     | Modifica les dades a Wikidata |
|        | cabana del Brinets                | Juncosa  | cabana       |         | 41° 23′ 03″ N, 0° 47′ 41″ E / 41.3841847014178°N,0.794829304701752°E |           |                     | Modifica les dades a Wikidata |
|        | cabana del Llurba                 | Juncosa  | cabana       |         | 41° 20′ 49″ N, 0° 49′ 25″ E / 41.3470667578853°N,0.823632537861529°E |           |                     | Modifica les dades a Wikidata |
|        | cabana del Pastoret               | Juncosa  | cabana       |         | 41° 25′ 18″ N, 0° 45′ 57″ E / 41.4215876933725°N,0.765791153257994°E |           |                     | Modifica les dades a Wikidata |
|        | cabana del Pubill                 | Juncosa  | cabana       |         | 41° 25′ 04″ N, 0° 44′ 01″ E / 41.4177498258692°N,0.733521272297059°E |           |                     | Modifica les dades a Wikidata |
|        | cabana del Ramon Tost             | Juncosa  | cabana       |         | 41° 24′ 51″ N, 0° 44′ 07″ E / 41.4141340570844°N,0.735142579536125°E |           |                     | Modifica les dades a Wikidata |
|        | corral del Josep Alentà           | Juncosa  | cabana       |         | 41° 24′ 57″ N, 0° 44′ 26″ E / 41.4158189877858°N,0.740671547243039°E |           |                     | Modifica les dades a Wikidata |
|        | corral del Poarro                 | Juncosa  | cabana       |         | 41° 24′ 50″ N, 0° 45′ 45″ E / 41.4139132794361°N,0.762512808162497°E |           |                     | Modifica les dades a Wikidata |
|        | corral del Pubill                 | Juncosa  | cabana       |         | 41° 23′ 02″ N, 0° 45′ 29″ E / 41.3839328147928°N,0.758040251933324°E |           |                     | Modifica les dades a Wikidata |
|        | era d'Eduardo Melendres           | Juncosa  | cabana       |         | 41° 25′ 41″ N, 0° 47′ 25″ E / 41.4281699031228°N,0.790408973873466°E |           |                     | Modifica les dades a Wikidata |
|        | era de l'Aiguasser                | Juncosa  | cabana       |         | 41° 22′ 21″ N, 0° 46′ 09″ E / 41.3723679955162°N,0.769150833641192°E |           |                     | Modifica les dades a Wikidata |
|        | era de l'Anton                    | Juncosa  | cabana       |         | 41° 21′ 28″ N, 0° 45′ 59″ E / 41.3578304573074°N,0.766336265432371°E |           |                     | Modifica les dades a Wikidata |
|        | era del Bep de la Cisca           | Juncosa  | cabana       |         | 41° 21′ 57″ N, 0° 46′ 32″ E / 41.3657003050206°N,0.775523860571061°E |           |                     | Modifica les dades a Wikidata |
|        | era del Brinet                    | Juncosa  | cabana       |         | 41° 21′ 53″ N, 0° 47′ 29″ E / 41.3646981644766°N,0.791291299699947°E |           |                     | Modifica les dades a Wikidata |
|        | era del Daumé                     | Juncosa  | cabana       |         | 41° 21′ 57″ N, 0° 46′ 32″ E / 41.3659084801418°N,0.775576544980132°E |           |                     | Modifica les dades a Wikidata |
|        | era del Doloret                   | Juncosa  | cabana       |         | 41° 25′ 06″ N, 0° 47′ 36″ E / 41.418352250708°N,0.79320676158247°E   |           |                     | Modifica les dades a Wikidata |
|        | era del Forés                     | Juncosa  | cabana       |         | 41° 23′ 02″ N, 0° 44′ 27″ E / 41.383994447024°N,0.740936916099622°E  |           |                     | Modifica les dades a Wikidata |
|        | era del Francisco                 | Juncosa  | cabana       |         | 41° 22′ 35″ N, 0° 46′ 21″ E / 41.3764040543533°N,0.772456630525741°E |           |                     | Modifica les dades a Wikidata |
|        | era del Joaquin Arreat            | Juncosa  | cabana       |         | 41° 22′ 01″ N, 0° 50′ 34″ E / 41.366807803111°N,0.842653818091474°E  |           |                     | Modifica les dades a Wikidata |
|        | era del Macià del Bep             | Juncosa  | cabana       |         | 41° 22′ 16″ N, 0° 46′ 10″ E / 41.371140677042°N,0.769491696927503°E  |           |                     | Modifica les dades a Wikidata |
|        | era del Marc                      | Juncosa  | cabana       |         | 41° 22′ 04″ N, 0° 46′ 24″ E / 41.3678440501653°N,0.773203088657023°E |           |                     | Modifica les dades a Wikidata |
|        | era del Marinero                  | Juncosa  | cabana       |         | 41° 21′ 47″ N, 0° 47′ 20″ E / 41.363077090675°N,0.788955121906933°E  |           |                     | Modifica les dades a Wikidata |
|        | era del Matalot                   | Juncosa  | cabana       |         | 41° 21′ 27″ N, 0° 47′ 22″ E / 41.3573937684363°N,0.789422508425647°E |           |                     | Modifica les dades a Wikidata |
|        | era del Miquel de Vimbodí         | Juncosa  | cabana       |         | 41° 22′ 05″ N, 0° 47′ 41″ E / 41.3680338308395°N,0.794741328934798°E |           |                     | Modifica les dades a Wikidata |
|        | era del Pallús                    | Juncosa  | cabana       |         | 41° 23′ 02″ N, 0° 44′ 20″ E / 41.3839348787103°N,0.738822258359701°E |           |                     | Modifica les dades a Wikidata |
|        | era del Pau de la Magina          | Juncosa  | cabana       |         | 41° 21′ 49″ N, 0° 46′ 53″ E / 41.3635823032968°N,0.781513841458051°E |           |                     | Modifica les dades a Wikidata |
|        | era del Perdó                     | Juncosa  | cabana       |         | 41° 22′ 18″ N, 0° 46′ 12″ E / 41.3717924774144°N,0.770127039071335°E |           |                     | Modifica les dades a Wikidata |
|        | era del Ramon Tost                | Juncosa  | cabana       |         | 41° 24′ 50″ N, 0° 44′ 07″ E / 41.4138728060135°N,0.735139694520999°E |           |                     | Modifica les dades a Wikidata |
|        | era del Remígio                   | Juncosa  | cabana       |         | 41° 21′ 48″ N, 0° 47′ 14″ E / 41.3632962641385°N,0.787238114778957°E |           |                     | Modifica les dades a Wikidata |
|        | era del Sequet                    | Juncosa  | cabana       |         | 41° 22′ 06″ N, 0° 46′ 22″ E / 41.3683129982584°N,0.772768629721358°E |           |                     | Modifica les dades a Wikidata |
|        | era del Sigle                     | Juncosa  | cabana       |         | 41° 22′ 15″ N, 0° 46′ 59″ E / 41.3707527302993°N,0.782967964425328°E |           |                     | Modifica les dades a Wikidata |
|        | era del Xaneta                    | Juncosa  | cabana       |         | 41° 25′ 17″ N, 0° 46′ 54″ E / 41.4213920000897°N,0.781736294614637°E |           |                     | Modifica les dades a Wikidata |
|        | lo Corral Nou                     | Juncosa  | cabana       |         | 41° 21′ 35″ N, 0° 46′ 09″ E / 41.3597746491509°N,0.769055149939212°E |           |                     | Modifica les dades a Wikidata |
|        | pallissa d'Arbonés                | Juncosa  | cabana       |         | 41° 21′ 44″ N, 0° 47′ 25″ E / 41.3621745576617°N,0.79026486413043°E  |           |                     | Modifica les dades a Wikidata |
|        | pallissa de Pau                   | Juncosa  | cabana       |         | 41° 23′ 31″ N, 0° 48′ 02″ E / 41.3918223344118°N,0.800467562255881°E |           |                     | Modifica les dades a Wikidata |
|        | pallissa de l'Agustí del Reig     | Juncosa  | cabana       |         | 41° 21′ 48″ N, 0° 45′ 57″ E / 41.3632159120111°N,0.765841190830952°E |           |                     | Modifica les dades a Wikidata |
|        | pallissa de l'Ambròsio            | Juncosa  | cabana       |         | 41° 20′ 51″ N, 0° 47′ 38″ E / 41.3475706597732°N,0.793818725208017°E |           |                     | Modifica les dades a Wikidata |
|        | pallissa de l'Engràcia            | Juncosa  | cabana       |         | 41° 22′ 02″ N, 0° 46′ 49″ E / 41.3673516275066°N,0.780345584333259°E |           |                     | Modifica les dades a Wikidata |
|        | pallissa de l'Espardenyer         | Juncosa  | cabana       |         | 41° 22′ 38″ N, 0° 47′ 38″ E / 41.3770881805391°N,0.793933152415874°E |           |                     | Modifica les dades a Wikidata |
|        | pallissa de la Marineta           | Juncosa  | cabana       |         | 41° 22′ 39″ N, 0° 45′ 43″ E / 41.3776139703105°N,0.761940347607303°E |           |                     | Modifica les dades a Wikidata |
|        | pallissa del Bep de Ramon         | Juncosa  | cabana       |         | 41° 21′ 56″ N, 0° 45′ 36″ E / 41.3654637496451°N,0.760085397991076°E |           |                     | Modifica les dades a Wikidata |
|        | pallissa del Boli                 | Juncosa  | cabana       |         | 41° 22′ 42″ N, 0° 46′ 39″ E / 41.3784633299767°N,0.777408653722257°E |           |                     | Modifica les dades a Wikidata |
|        | pallissa del Cisquet del Domingo  | Juncosa  | cabana       |         | 41° 22′ 22″ N, 0° 45′ 08″ E / 41.3727600531807°N,0.752278282664377°E |           |                     | Modifica les dades a Wikidata |
|        | pallissa del Cisquet del Domingo  | Juncosa  | cabana       |         | 41° 21′ 24″ N, 0° 46′ 08″ E / 41.3566365661677°N,0.768863513031056°E |           |                     | Modifica les dades a Wikidata |
|        | pallissa del Godoi                | Juncosa  | cabana       |         | 41° 21′ 55″ N, 0° 45′ 51″ E / 41.3653260664091°N,0.764119119552266°E |           |                     | Modifica les dades a Wikidata |
|        | pallissa del Gregori              | Juncosa  | cabana       |         | 41° 23′ 24″ N, 0° 48′ 08″ E / 41.3899380278845°N,0.802253350336781°E |           |                     | Modifica les dades a Wikidata |
|        | pallissa del Guiu                 | Juncosa  | cabana       |         | 41° 22′ 39″ N, 0° 46′ 47″ E / 41.3773795362124°N,0.779585998361139°E |           |                     | Modifica les dades a Wikidata |
|        | pallissa del Jaume Farruel        | Juncosa  | cabana       |         | 41° 20′ 05″ N, 0° 46′ 40″ E / 41.3346899242446°N,0.777858347896877°E |           |                     | Modifica les dades a Wikidata |
|        | pallissa del Jaume de la Font     | Juncosa  | cabana       |         | 41° 20′ 16″ N, 0° 48′ 19″ E / 41.3376394055359°N,0.805291865451787°E |           |                     | Modifica les dades a Wikidata |
|        | pallissa del Joan del Cama        | Juncosa  | cabana       |         | 41° 22′ 07″ N, 0° 45′ 39″ E / 41.3686760041562°N,0.760847966830421°E |           |                     | Modifica les dades a Wikidata |
|        | pallissa del Lluís Lladó          | Juncosa  | cabana       |         | 41° 25′ 02″ N, 0° 47′ 45″ E / 41.4172145821445°N,0.795877598842993°E |           |                     | Modifica les dades a Wikidata |
|        | pallissa del Miquel Simó          | Juncosa  | cabana       |         | 41° 24′ 58″ N, 0° 47′ 50″ E / 41.4159870535865°N,0.797151494210923°E |           |                     | Modifica les dades a Wikidata |
|        | pallissa del Pean                 | Juncosa  | cabana       |         | 41° 22′ 05″ N, 0° 46′ 46″ E / 41.3679750090343°N,0.779511380054664°E |           |                     | Modifica les dades a Wikidata |
|        | pallissa del Penya                | Juncosa  | cabana       |         | 41° 23′ 45″ N, 0° 47′ 31″ E / 41.395721894535°N,0.791987197901348°E  |           |                     | Modifica les dades a Wikidata |
|        | pallissa del Prudèncio            | Juncosa  | cabana       |         | 41° 21′ 00″ N, 0° 47′ 38″ E / 41.3500604338597°N,0.794021498343999°E |           |                     | Modifica les dades a Wikidata |
|        | pallissa del Quico del Penyeta    | Juncosa  | cabana       |         | 41° 22′ 52″ N, 0° 47′ 05″ E / 41.3810658084778°N,0.784853788704933°E |           |                     | Modifica les dades a Wikidata |
|        | pallissa del Ramon de la Bullanga | Juncosa  | cabana       |         | 41° 22′ 34″ N, 0° 46′ 51″ E / 41.3762218700036°N,0.780737436243652°E |           |                     | Modifica les dades a Wikidata |
|        | pallissa del Ramon del Vidu       | Juncosa  | cabana       |         | 41° 22′ 32″ N, 0° 46′ 54″ E / 41.3755447079136°N,0.781585523511859°E |           |                     | Modifica les dades a Wikidata |
|        | pallissa del Ramon del Viudo      | Juncosa  | cabana       |         | 41° 24′ 30″ N, 0° 45′ 45″ E / 41.4083833531892°N,0.7625231891702°E   |           |                     | Modifica les dades a Wikidata |
|        | pallissa del Tomàs de la Ina      | Juncosa  | cabana       |         | 41° 21′ 26″ N, 0° 47′ 16″ E / 41.3571566613194°N,0.787864559338426°E |           |                     | Modifica les dades a Wikidata |
|        | pallissa del Ton del Viudo        | Juncosa  | cabana       |         | 41° 22′ 55″ N, 0° 48′ 08″ E / 41.3819830711511°N,0.802150614448111°E |           |                     | Modifica les dades a Wikidata |
|        | pallissa del Venanci              | Juncosa  | cabana       |         | 41° 22′ 39″ N, 0° 46′ 08″ E / 41.3774700633319°N,0.768904672199017°E |           |                     | Modifica les dades a Wikidata |
|        | pallissa del Xeret                | Juncosa  | cabana       |         | 41° 22′ 24″ N, 0° 44′ 51″ E / 41.3732899395356°N,0.747596830444338°E |           |                     | Modifica les dades a Wikidata |

## cova
| imatge | Nom              | Ubicat a | instància de | Detalls | coordenades                                                          | Protecció | Commons (més fotos) | Dades a WD                    |
| ------ | ---------------- | -------- | ------------ | ------- | -------------------------------------------------------------------- | --------- | ------------------- | ----------------------------- |
|        | cova d'en Gavatx | Juncosa  | cova         |         | 41° 23′ 24″ N, 0° 48′ 39″ E / 41.3898660734857°N,0.810759356150272°E |           |                     | Modifica les dades a Wikidata |
|        | cova d'en Pont   | Juncosa  | cova         |         | 41° 22′ 28″ N, 0° 45′ 21″ E / 41.3745702199205°N,0.755958531543383°E |           |                     | Modifica les dades a Wikidata |
|        | cova d'en Ramon  | Juncosa  | cova         |         | 41° 22′ 52″ N, 0° 48′ 05″ E / 41.3811590489139°N,0.801448907886674°E |           |                     | Modifica les dades a Wikidata |
|        | cova de la Pega  | Juncosa  | cova         |         | 41° 23′ 18″ N, 0° 48′ 18″ E / 41.3882503657217°N,0.804905473467328°E |           |                     | Modifica les dades a Wikidata |
|        | cova del Sas     | Juncosa  | cova         |         | 41° 23′ 27″ N, 0° 44′ 52″ E / 41.3909367530767°N,0.74772905313835°E  |           |                     | Modifica les dades a Wikidata |
|        | cova del Tut     | Juncosa  | cova         |         | 41° 20′ 52″ N, 0° 49′ 03″ E / 41.3478330059935°N,0.817487413229361°E |           |                     | Modifica les dades a Wikidata |
|        | cova del Xavo    | Juncosa  | cova         |         | 41° 23′ 25″ N, 0° 48′ 28″ E / 41.3904055033768°N,0.807870819161973°E |           |                     | Modifica les dades a Wikidata |
|        | cova del Xepera  | Juncosa  | cova         |         | 41° 22′ 27″ N, 0° 45′ 46″ E / 41.3742371863407°N,0.762905108965647°E |           |                     | Modifica les dades a Wikidata |

## edifici
| imatge | Nom                       | Ubicat a | instància de | Detalls                     | coordenades                                       | Protecció                                  | Commons (més fotos) | Dades a WD                    |
| ------ | ------------------------- | -------- | ------------ | --------------------------- | ------------------------------------------------- | ------------------------------------------ | ------------------- | ----------------------------- |
|        | Bar del Centre            | Juncosa  | edifici      | Estil: arquitectura popular | 41° 22′ 16″ N, 0° 46′ 30″ E / 41.37115°N,0.7751°E | bé cultural d'interès local                |                     | Modifica les dades a Wikidata |
|        | Casal Català Republicà    | Juncosa  | edifici      | Estil: arquitectura popular | 41° 22′ 17″ N, 0° 46′ 31″ E / 41.3714°N,0.77515°E | bé integrant del patrimoni cultural català |                     | Modifica les dades a Wikidata |
|        | Dipòsit municipal d'aigua | Juncosa  | edifici      | Estil: arquitectura popular | 41° 22′ 09″ N, 0° 46′ 38″ E / 41.36916°N,0.7771°E | bé integrant del patrimoni cultural català |                     | Modifica les dades a Wikidata |

## església
| imatge | Nom                         | Ubicat a | instància de    | Detalls                     | coordenades                                        | Protecció                                  | Commons (més fotos) | Dades a WD                    |
| ------ | --------------------------- | -------- | --------------- | --------------------------- | -------------------------------------------------- | ------------------------------------------ | ------------------- | ----------------------------- |
|        | Nativitat de la Mare de Déu | Juncosa  | església        | Estil: arquitectura barroca | 41° 22′ 16″ N, 0° 46′ 32″ E / 41.37105°N,0.77556°E |                                            |                     | Modifica les dades a Wikidata |
|        | Sant Joan de Juncosa        | Juncosa  | església ermita | Estil: arquitectura popular | 41° 22′ 07″ N, 0° 46′ 13″ E / 41.36862°N,0.77029°E | bé integrant del patrimoni cultural català |                     | Modifica les dades a Wikidata |

## granja
| imatge | Nom                  | Ubicat a | instància de | Detalls | coordenades                                                          | Protecció | Commons (més fotos) | Dades a WD                    |
| ------ | -------------------- | -------- | ------------ | ------- | -------------------------------------------------------------------- | --------- | ------------------- | ----------------------------- |
|        | Granja de Marian     | Juncosa  | granja       |         | 41° 22′ 27″ N, 0° 46′ 36″ E / 41.3741706024917°N,0.776658070356368°E |           |                     | Modifica les dades a Wikidata |
|        | Granja del Gendre    | Juncosa  | granja       |         | 41° 22′ 15″ N, 0° 46′ 12″ E / 41.3708332940491°N,0.769896765868996°E |           |                     | Modifica les dades a Wikidata |
|        | Granja del Penyeta   | Juncosa  | granja       |         | 41° 22′ 28″ N, 0° 46′ 28″ E / 41.3743267936719°N,0.774488505674128°E |           |                     | Modifica les dades a Wikidata |
|        | Granja del Quico     | Juncosa  | granja       |         | 41° 22′ 33″ N, 0° 46′ 22″ E / 41.375950565888°N,0.772759088744822°E  |           |                     | Modifica les dades a Wikidata |
|        | Granja del Santiago  | Juncosa  | granja       |         | 41° 22′ 15″ N, 0° 46′ 16″ E / 41.3709312393952°N,0.771232549419921°E |           |                     | Modifica les dades a Wikidata |
|        | Mas del Bep de Ramon | Juncosa  | granja       |         | 41° 22′ 10″ N, 0° 45′ 20″ E / 41.369357072724°N,0.75558778014817°E   |           |                     | Modifica les dades a Wikidata |

## hort
| imatge | Nom                | Ubicat a | instància de | Detalls | coordenades                                                          | Protecció | Commons (més fotos) | Dades a WD                    |
| ------ | ------------------ | -------- | ------------ | ------- | -------------------------------------------------------------------- | --------- | ------------------- | ----------------------------- |
|        | Hort de l'Adroguer | Juncosa  | hort         |         | 41° 22′ 09″ N, 0° 47′ 10″ E / 41.3692297861658°N,0.786200047006966°E |           |                     | Modifica les dades a Wikidata |
|        | Hort de la Lurdes  | Juncosa  | hort         |         | 41° 22′ 06″ N, 0° 46′ 34″ E / 41.3683666492193°N,0.776006889333191°E |           |                     | Modifica les dades a Wikidata |
|        | Hort del Blanco    | Juncosa  | hort         |         | 41° 21′ 49″ N, 0° 46′ 48″ E / 41.3635433365384°N,0.779960992873614°E |           |                     | Modifica les dades a Wikidata |
|        | Hort del Rector    | Juncosa  | hort         |         | 41° 22′ 05″ N, 0° 47′ 09″ E / 41.3680163032116°N,0.785858609645715°E |           |                     | Modifica les dades a Wikidata |
|        | Hort del Venanci   | Juncosa  | hort         |         | 41° 22′ 35″ N, 0° 46′ 12″ E / 41.3762734937834°N,0.769902182319786°E |           |                     | Modifica les dades a Wikidata |

## masia
| imatge | Nom                             | Ubicat a | instància de | Detalls                     | coordenades                                                          | Protecció                                  | Commons (més fotos) | Dades a WD                    |
| ------ | ------------------------------- | -------- | ------------ | --------------------------- | -------------------------------------------------------------------- | ------------------------------------------ | ------------------- | ----------------------------- |
|        | Era del Miquel                  | Juncosa  | masia        |                             | 41° 22′ 28″ N, 0° 46′ 41″ E / 41.3745315737868°N,0.77809259228075°E  |                                            |                     | Modifica les dades a Wikidata |
|        | Mas Gran de Pinyol              | Juncosa  | masia        |                             | 41° 24′ 19″ N, 0° 47′ 41″ E / 41.4052498051748°N,0.794738970299568°E |                                            |                     | Modifica les dades a Wikidata |
|        | Mas d'Albagés                   | Juncosa  | masia        |                             | 41° 25′ 43″ N, 0° 47′ 27″ E / 41.428655502252°N,0.79082948416379°E   |                                            |                     | Modifica les dades a Wikidata |
|        | Mas d'Eduardo Melendres         | Juncosa  | masia        |                             | 41° 25′ 42″ N, 0° 47′ 25″ E / 41.4284103983887°N,0.790269177807086°E |                                            |                     | Modifica les dades a Wikidata |
|        | Mas de Feliciano Llimós         | Juncosa  | masia        |                             | 41° 25′ 51″ N, 0° 47′ 19″ E / 41.4307915885714°N,0.788572776612465°E |                                            |                     | Modifica les dades a Wikidata |
|        | Mas de Josep Montagut           | Juncosa  | masia        |                             | 41° 25′ 01″ N, 0° 45′ 04″ E / 41.416852581922°N,0.751128950515698°E  |                                            |                     | Modifica les dades a Wikidata |
|        | Mas de Montagut                 | Juncosa  | masia        |                             | 41° 25′ 06″ N, 0° 44′ 52″ E / 41.4184092798145°N,0.747832651300331°E |                                            |                     | Modifica les dades a Wikidata |
|        | Mas de Venàncio Llimós          | Juncosa  | masia        |                             | 41° 25′ 33″ N, 0° 46′ 03″ E / 41.4258923527726°N,0.767618013020065°E |                                            |                     | Modifica les dades a Wikidata |
|        | Mas de l'Agustí del Coma        | Juncosa  | masia        |                             | 41° 21′ 38″ N, 0° 48′ 43″ E / 41.3606693473892°N,0.811882028014168°E |                                            |                     | Modifica les dades a Wikidata |
|        | Mas de l'Agustí del Reig        | Juncosa  | masia        |                             | 41° 21′ 32″ N, 0° 45′ 19″ E / 41.3589010583349°N,0.755170187174166°E |                                            |                     | Modifica les dades a Wikidata |
|        | Mas de l'Aiguasser              | Juncosa  | masia        |                             | 41° 24′ 10″ N, 0° 46′ 32″ E / 41.4028894794173°N,0.77553542091446°E  |                                            |                     | Modifica les dades a Wikidata |
|        | Mas de l'Aleix                  | Juncosa  | masia        |                             | 41° 20′ 54″ N, 0° 45′ 19″ E / 41.3484128449235°N,0.755411140418621°E |                                            |                     | Modifica les dades a Wikidata |
|        | Mas de l'Alfredo                | Juncosa  | masia        |                             | 41° 24′ 39″ N, 0° 46′ 00″ E / 41.4109308905283°N,0.766623086368231°E |                                            |                     | Modifica les dades a Wikidata |
|        | Mas de l'Andorrà                | Juncosa  | masia        |                             | 41° 20′ 42″ N, 0° 48′ 12″ E / 41.345130525951°N,0.80321772307571°E   |                                            |                     | Modifica les dades a Wikidata |
|        | Mas de l'Anton                  | Juncosa  | masia        |                             | 41° 22′ 48″ N, 0° 47′ 42″ E / 41.380096962027°N,0.7948660094198°E    |                                            |                     | Modifica les dades a Wikidata |
|        | Mas de l'Arçons                 | Juncosa  | masia        |                             | 41° 22′ 54″ N, 0° 49′ 29″ E / 41.3815827817599°N,0.824681985666558°E |                                            |                     | Modifica les dades a Wikidata |
|        | Mas de l'Eguasser               | Juncosa  | masia        |                             | 41° 24′ 12″ N, 0° 46′ 51″ E / 41.4034420628765°N,0.78082791418676°E  |                                            |                     | Modifica les dades a Wikidata |
|        | Mas de l'Eloi                   | Juncosa  | masia        |                             | 41° 21′ 24″ N, 0° 49′ 28″ E / 41.3565396868748°N,0.824464445355212°E |                                            |                     | Modifica les dades a Wikidata |
|        | Mas de l'Eristeu                | Juncosa  | masia        |                             | 41° 24′ 06″ N, 0° 49′ 01″ E / 41.4017819595577°N,0.816914597947846°E |                                            |                     | Modifica les dades a Wikidata |
|        | Mas de l'Esquerrer              | Juncosa  | masia        |                             | 41° 24′ 00″ N, 0° 46′ 40″ E / 41.399868029103°N,0.777648092153748°E  |                                            |                     | Modifica les dades a Wikidata |
|        | Mas de l'Estel                  | Juncosa  | masia        |                             | 41° 22′ 26″ N, 0° 45′ 06″ E / 41.3739274687087°N,0.751640223198052°E |                                            |                     | Modifica les dades a Wikidata |
|        | Mas de l'Irineu                 | Juncosa  | masia        |                             | 41° 21′ 17″ N, 0° 45′ 11″ E / 41.3547981065992°N,0.753075914574067°E |                                            |                     | Modifica les dades a Wikidata |
|        | Mas de l'Uixol del Pean         | Juncosa  | masia        |                             | 41° 22′ 43″ N, 0° 49′ 13″ E / 41.3786646235815°N,0.820402645103306°E |                                            |                     | Modifica les dades a Wikidata |
|        | Mas de la Benita del Mau        | Juncosa  | masia        |                             | 41° 20′ 43″ N, 0° 47′ 02″ E / 41.3453251230881°N,0.783831106018118°E |                                            |                     | Modifica les dades a Wikidata |
|        | Mas de la Cisquella             | Juncosa  | masia        | Estil: arquitectura popular | 41° 24′ 08″ N, 0° 47′ 08″ E / 41.4021°N,0.78561°E                    | bé integrant del patrimoni cultural català |                     | Modifica les dades a Wikidata |
|        | Mas de la Clota del Xavo        | Juncosa  | masia        |                             | 41° 23′ 33″ N, 0° 46′ 45″ E / 41.3925051284849°N,0.779286415301591°E |                                            |                     | Modifica les dades a Wikidata |
|        | Mas de la Cova d'en Pont        | Juncosa  | masia        |                             | 41° 22′ 26″ N, 0° 44′ 47″ E / 41.3739242855095°N,0.746415104045823°E |                                            |                     | Modifica les dades a Wikidata |
|        | Mas de la Joana                 | Juncosa  | masia        |                             | 41° 23′ 22″ N, 0° 45′ 03″ E / 41.3893954467741°N,0.750891845448819°E |                                            |                     | Modifica les dades a Wikidata |
|        | Mas de la Lurdes                | Juncosa  | masia        |                             | 41° 21′ 35″ N, 0° 46′ 37″ E / 41.359843754982°N,0.776811251691635°E  |                                            |                     | Modifica les dades a Wikidata |
|        | Mas de la Maria el Càndido      | Juncosa  | masia        |                             | 41° 22′ 39″ N, 0° 50′ 06″ E / 41.3774610805266°N,0.834887837022926°E |                                            |                     | Modifica les dades a Wikidata |
|        | Mas de la Rafelona              | Juncosa  | masia        |                             | 41° 22′ 15″ N, 0° 44′ 15″ E / 41.3707670290014°N,0.737449167506094°E |                                            |                     | Modifica les dades a Wikidata |
|        | Mas de la Sisquella de l'Agnès  | Juncosa  | masia        |                             | 41° 26′ 13″ N, 0° 45′ 54″ E / 41.4368673983526°N,0.765087451958286°E |                                            |                     | Modifica les dades a Wikidata |
|        | Mas de la Tona                  | Juncosa  | masia        |                             | 41° 22′ 48″ N, 0° 44′ 39″ E / 41.3800344915482°N,0.744302729710589°E |                                            |                     | Modifica les dades a Wikidata |
|        | Mas del Ballester               | Juncosa  | masia        |                             | 41° 21′ 53″ N, 0° 45′ 21″ E / 41.3648290018567°N,0.755707594497509°E |                                            |                     | Modifica les dades a Wikidata |
|        | Mas del Barrep                  | Juncosa  | masia        |                             | 41° 21′ 26″ N, 0° 45′ 01″ E / 41.3573114811763°N,0.75033564554952°E  |                                            |                     | Modifica les dades a Wikidata |
|        | Mas del Barrufet                | Juncosa  | masia        |                             | 41° 24′ 30″ N, 0° 45′ 37″ E / 41.408252625656°N,0.76041664142109°E   |                                            |                     | Modifica les dades a Wikidata |
|        | Mas del Batistet                | Juncosa  | masia        |                             | 41° 24′ 58″ N, 0° 47′ 18″ E / 41.4161525568268°N,0.788411562828636°E |                                            |                     | Modifica les dades a Wikidata |
|        | Mas del Bep                     | Juncosa  | masia        |                             | 41° 24′ 01″ N, 0° 46′ 00″ E / 41.400268288639°N,0.76667180977127°E   |                                            |                     | Modifica les dades a Wikidata |
|        | Mas del Bep de Ramon            | Juncosa  | masia        |                             | 41° 22′ 18″ N, 0° 45′ 20″ E / 41.3715897207383°N,0.755534919140729°E |                                            |                     | Modifica les dades a Wikidata |
|        | Mas del Bep de la Cèlia         | Juncosa  | masia        |                             | 41° 23′ 31″ N, 0° 47′ 09″ E / 41.3918836505561°N,0.785825980928797°E |                                            |                     | Modifica les dades a Wikidata |
|        | Mas del Bessó                   | Juncosa  | masia        |                             | 41° 22′ 19″ N, 0° 44′ 20″ E / 41.3719314172439°N,0.738951212969204°E |                                            |                     | Modifica les dades a Wikidata |
|        | Mas del Biscarri                | Juncosa  | masia        |                             | 41° 23′ 39″ N, 0° 44′ 39″ E / 41.3941189882276°N,0.744198381377744°E |                                            |                     | Modifica les dades a Wikidata |
|        | Mas del Blai                    | Juncosa  | masia        |                             | 41° 24′ 56″ N, 0° 45′ 49″ E / 41.4156616501541°N,0.763493709878898°E |                                            |                     | Modifica les dades a Wikidata |
|        | Mas del Blanco                  | Juncosa  | masia        |                             | 41° 22′ 03″ N, 0° 45′ 32″ E / 41.3675307488224°N,0.758926487135219°E |                                            |                     | Modifica les dades a Wikidata |
|        | Mas del Blanquet                | Juncosa  | masia        |                             | 41° 21′ 43″ N, 0° 49′ 10″ E / 41.3618231204304°N,0.819518404823092°E |                                            |                     | Modifica les dades a Wikidata |
|        | Mas del Boli                    | Juncosa  | masia        |                             | 41° 21′ 47″ N, 0° 45′ 21″ E / 41.3630470876313°N,0.755780805093951°E |                                            |                     | Modifica les dades a Wikidata |
|        | Mas del Bullanga                | Juncosa  | masia        |                             | 41° 25′ 14″ N, 0° 47′ 29″ E / 41.4206527190182°N,0.791525447634769°E |                                            |                     | Modifica les dades a Wikidata |
|        | Mas del Cisco del Campaner      | Juncosa  | masia        |                             | 41° 23′ 00″ N, 0° 47′ 41″ E / 41.3834337270025°N,0.794651387693161°E |                                            |                     | Modifica les dades a Wikidata |
|        | Mas del Cisco del Sort          | Juncosa  | masia        |                             | 41° 21′ 22″ N, 0° 46′ 55″ E / 41.3562430898092°N,0.782050078203232°E |                                            |                     | Modifica les dades a Wikidata |
|        | Mas del Cisco el Bullanga       | Juncosa  | masia        |                             | 41° 22′ 50″ N, 0° 45′ 24″ E / 41.3805798556672°N,0.756529141869296°E |                                            |                     | Modifica les dades a Wikidata |
|        | Mas del Cristóbal               | Juncosa  | masia        |                             | 41° 21′ 18″ N, 0° 45′ 13″ E / 41.3549630179041°N,0.753679872854454°E |                                            |                     | Modifica les dades a Wikidata |
|        | Mas del Cup                     | Juncosa  | masia        |                             | 41° 20′ 08″ N, 0° 47′ 56″ E / 41.3355467885045°N,0.799004706831391°E |                                            |                     | Modifica les dades a Wikidata |
|        | Mas del Domingo                 | Juncosa  | masia        |                             | 41° 21′ 20″ N, 0° 46′ 28″ E / 41.3555853751165°N,0.774577437884963°E |                                            |                     | Modifica les dades a Wikidata |
|        | Mas del Forneret                | Juncosa  | masia        |                             | 41° 20′ 29″ N, 0° 46′ 33″ E / 41.3412818253863°N,0.775937117970499°E |                                            |                     | Modifica les dades a Wikidata |
|        | Mas del Forés                   | Juncosa  | masia        |                             | 41° 23′ 28″ N, 0° 48′ 35″ E / 41.3912222952816°N,0.809613489229666°E |                                            |                     | Modifica les dades a Wikidata |
|        | Mas del Forés del Salt          | Juncosa  | masia        |                             | 41° 24′ 58″ N, 0° 45′ 52″ E / 41.4162311520923°N,0.764527069356887°E |                                            |                     | Modifica les dades a Wikidata |
|        | Mas del Francisco               | Juncosa  | masia        |                             | 41° 24′ 08″ N, 0° 45′ 07″ E / 41.4022240754107°N,0.751968555626534°E |                                            |                     | Modifica les dades a Wikidata |
|        | Mas del Gavatxet                | Juncosa  | masia        |                             | 41° 20′ 12″ N, 0° 47′ 27″ E / 41.3366891119739°N,0.790935652325719°E |                                            |                     | Modifica les dades a Wikidata |
|        | Mas del Gregori                 | Juncosa  | masia        |                             | 41° 22′ 35″ N, 0° 44′ 47″ E / 41.3764001717646°N,0.746365475402055°E |                                            |                     | Modifica les dades a Wikidata |
|        | Mas del Guerxo                  | Juncosa  | masia        |                             | 41° 20′ 29″ N, 0° 45′ 57″ E / 41.3412868395006°N,0.765969741368785°E |                                            |                     | Modifica les dades a Wikidata |
|        | Mas del Jaume de l'Aigua        | Juncosa  | masia        |                             | 41° 23′ 48″ N, 0° 49′ 01″ E / 41.3966463628272°N,0.816823382331412°E |                                            |                     | Modifica les dades a Wikidata |
|        | Mas del Javier de Lluís         | Juncosa  | masia        |                             | 41° 21′ 43″ N, 0° 48′ 53″ E / 41.3618483116959°N,0.814675828558281°E |                                            |                     | Modifica les dades a Wikidata |
|        | Mas del Joan de l'Esidro        | Juncosa  | masia        |                             | 41° 22′ 12″ N, 0° 49′ 04″ E / 41.3698967156841°N,0.817802003338104°E |                                            |                     | Modifica les dades a Wikidata |
|        | Mas del Joan de la Lurdes       | Juncosa  | masia        |                             | 41° 22′ 21″ N, 0° 47′ 24″ E / 41.3726260369055°N,0.789982783825013°E |                                            |                     | Modifica les dades a Wikidata |
|        | Mas del Joan del Badia          | Juncosa  | masia        |                             | 41° 22′ 11″ N, 0° 45′ 18″ E / 41.3697670490307°N,0.754904130707252°E |                                            |                     | Modifica les dades a Wikidata |
|        | Mas del Joan del Cama           | Juncosa  | masia        |                             | 41° 24′ 50″ N, 0° 46′ 07″ E / 41.4137548232714°N,0.768727759771389°E |                                            |                     | Modifica les dades a Wikidata |
|        | Mas del Joan del Penya          | Juncosa  | masia        |                             | 41° 24′ 46″ N, 0° 45′ 50″ E / 41.4126633165179°N,0.764003386634427°E |                                            |                     | Modifica les dades a Wikidata |
|        | Mas del Joanet de la Paquita    | Juncosa  | masia        |                             | 41° 20′ 34″ N, 0° 48′ 06″ E / 41.3427151683938°N,0.801774985867826°E |                                            |                     | Modifica les dades a Wikidata |
|        | Mas del Joanet del Sastre       | Juncosa  | masia        |                             | 41° 20′ 28″ N, 0° 48′ 11″ E / 41.3412341226395°N,0.802984071627663°E |                                            |                     | Modifica les dades a Wikidata |
|        | Mas del Josep Balenyà           | Juncosa  | masia        |                             | 41° 25′ 11″ N, 0° 47′ 28″ E / 41.4197545130689°N,0.791184961253935°E |                                            |                     | Modifica les dades a Wikidata |
|        | Mas del Josep Maria             | Juncosa  | masia        |                             | 41° 25′ 05″ N, 0° 47′ 29″ E / 41.4181299477063°N,0.791479335060497°E |                                            |                     | Modifica les dades a Wikidata |
|        | Mas del Josepet                 | Juncosa  | masia        |                             | 41° 25′ 53″ N, 0° 46′ 04″ E / 41.4312547436303°N,0.767793252351449°E |                                            |                     | Modifica les dades a Wikidata |
|        | Mas del Josepàs                 | Juncosa  | masia        |                             | 41° 21′ 28″ N, 0° 49′ 24″ E / 41.3578411626036°N,0.82327348614762°E  |                                            |                     | Modifica les dades a Wikidata |
|        | Mas del Leòncio                 | Juncosa  | masia        |                             | 41° 21′ 53″ N, 0° 49′ 53″ E / 41.3646134157025°N,0.831332808797785°E |                                            |                     | Modifica les dades a Wikidata |
|        | Mas del Llorenç del Vidu        | Juncosa  | masia        |                             | 41° 20′ 35″ N, 0° 46′ 54″ E / 41.3430496102545°N,0.781661427046407°E |                                            |                     | Modifica les dades a Wikidata |
|        | Mas del Manco                   | Juncosa  | masia        |                             | 41° 22′ 11″ N, 0° 50′ 38″ E / 41.3698582165774°N,0.843939945283536°E |                                            |                     | Modifica les dades a Wikidata |
|        | Mas del Mano                    | Juncosa  | masia        |                             | 41° 21′ 37″ N, 0° 45′ 16″ E / 41.3602180115384°N,0.754347865362793°E |                                            |                     | Modifica les dades a Wikidata |
|        | Mas del Marcel del Mau          | Juncosa  | masia        |                             | 41° 20′ 42″ N, 0° 46′ 46″ E / 41.3450492669783°N,0.779334640399555°E |                                            |                     | Modifica les dades a Wikidata |
|        | Mas del Marian                  | Juncosa  | masia        |                             | 41° 21′ 33″ N, 0° 44′ 35″ E / 41.359275597651°N,0.74297056109266°E   |                                            |                     | Modifica les dades a Wikidata |
|        | Mas del Metge                   | Juncosa  | masia        |                             | 41° 20′ 37″ N, 0° 49′ 21″ E / 41.343693670902°N,0.82238836492132°E   |                                            |                     | Modifica les dades a Wikidata |
|        | Mas del Miquel Mut              | Juncosa  | masia        |                             | 41° 22′ 44″ N, 0° 49′ 41″ E / 41.3788448547071°N,0.828025845172556°E |                                            |                     | Modifica les dades a Wikidata |
|        | Mas del Miquel de Jaumesa       | Juncosa  | masia        |                             | 41° 24′ 43″ N, 0° 45′ 40″ E / 41.4120824218066°N,0.760996407301356°E |                                            |                     | Modifica les dades a Wikidata |
|        | Mas del Miquel del Roig         | Juncosa  | masia        |                             | 41° 25′ 13″ N, 0° 47′ 25″ E / 41.4202604831037°N,0.790330217043837°E |                                            |                     | Modifica les dades a Wikidata |
|        | Mas del Motllor                 | Juncosa  | masia        |                             | 41° 20′ 55″ N, 0° 48′ 57″ E / 41.348501994532°N,0.815720003198204°E  |                                            |                     | Modifica les dades a Wikidata |
|        | Mas del Negret                  | Juncosa  | masia        |                             | 41° 23′ 20″ N, 0° 44′ 35″ E / 41.389000898263°N,0.74313823940534°E   |                                            |                     | Modifica les dades a Wikidata |
|        | Mas del Ninyano                 | Juncosa  | masia        |                             | 41° 21′ 53″ N, 0° 48′ 51″ E / 41.3647394024671°N,0.814196482605469°E |                                            |                     | Modifica les dades a Wikidata |
|        | Mas del Nogueret                | Juncosa  | masia        |                             | 41° 21′ 46″ N, 0° 48′ 14″ E / 41.3626585964019°N,0.803781574785398°E |                                            |                     | Modifica les dades a Wikidata |
|        | Mas del Perdó                   | Juncosa  | masia        |                             | 41° 23′ 52″ N, 0° 48′ 51″ E / 41.3977847785985°N,0.814165702013425°E |                                            |                     | Modifica les dades a Wikidata |
|        | Mas del Pere de les Cases Noves | Juncosa  | masia        |                             | 41° 22′ 57″ N, 0° 47′ 32″ E / 41.3826151675824°N,0.792359071693679°E |                                            |                     | Modifica les dades a Wikidata |
|        | Mas del Pere del Racó           | Juncosa  | masia        |                             | 41° 23′ 53″ N, 0° 45′ 00″ E / 41.3979969256617°N,0.749973192380272°E |                                            |                     | Modifica les dades a Wikidata |
|        | Mas del Peticlet                | Juncosa  | masia        |                             | 41° 21′ 16″ N, 0° 45′ 05″ E / 41.3543601606792°N,0.751405544272761°E |                                            |                     | Modifica les dades a Wikidata |
|        | Mas del Petit de Torms          | Juncosa  | masia        |                             | 41° 23′ 18″ N, 0° 49′ 16″ E / 41.3883226998832°N,0.821024786801291°E |                                            |                     | Modifica les dades a Wikidata |
|        | Mas del Pinyó                   | Juncosa  | masia        |                             | 41° 21′ 37″ N, 0° 45′ 07″ E / 41.3603882919258°N,0.751998913648991°E |                                            |                     | Modifica les dades a Wikidata |
|        | Mas del Poarro                  | Juncosa  | masia        |                             | 41° 24′ 51″ N, 0° 45′ 31″ E / 41.41414°N,0.758556°E                  |                                            |                     | Modifica les dades a Wikidata |
|        | Mas del Poma                    | Juncosa  | masia        |                             | 41° 20′ 54″ N, 0° 49′ 34″ E / 41.3483279935836°N,0.826028813946315°E |                                            |                     | Modifica les dades a Wikidata |
|        | Mas del Prudèncio               | Juncosa  | masia        |                             | 41° 24′ 15″ N, 0° 47′ 23″ E / 41.4041736963363°N,0.789822837195908°E |                                            |                     | Modifica les dades a Wikidata |
|        | Mas del Pubill                  | Juncosa  | masia        |                             | 41° 21′ 50″ N, 0° 46′ 24″ E / 41.3639669970829°N,0.773454886695295°E |                                            |                     | Modifica les dades a Wikidata |
|        | Mas del Ramon del Portal        | Juncosa  | masia        |                             | 41° 20′ 44″ N, 0° 46′ 37″ E / 41.345525806088°N,0.77691054476065°E   |                                            |                     | Modifica les dades a Wikidata |
|        | Mas del Ramon del Viudo         | Juncosa  | masia        |                             | 41° 24′ 34″ N, 0° 46′ 17″ E / 41.4093841364442°N,0.77138973481624°E  |                                            |                     | Modifica les dades a Wikidata |
|        | Mas del Ramonet del Senyor      | Juncosa  | masia        |                             | 41° 20′ 05″ N, 0° 47′ 45″ E / 41.3346567286446°N,0.795796259712344°E |                                            |                     | Modifica les dades a Wikidata |
|        | Mas del Remígio                 | Juncosa  | masia        |                             | 41° 21′ 13″ N, 0° 47′ 29″ E / 41.353570213134°N,0.791524234594488°E  |                                            |                     | Modifica les dades a Wikidata |
|        | Mas del Ros de la Clara         | Juncosa  | masia        |                             | 41° 22′ 20″ N, 0° 48′ 00″ E / 41.372331942051°N,0.800012541430714°E  |                                            |                     | Modifica les dades a Wikidata |
|        | Mas del Salt                    | Juncosa  | masia        |                             | 41° 21′ 53″ N, 0° 44′ 43″ E / 41.364722811567°N,0.74517328814644°E   |                                            |                     | Modifica les dades a Wikidata |
|        | Mas del Santiago                | Juncosa  | masia        |                             | 41° 24′ 41″ N, 0° 47′ 31″ E / 41.4114540469052°N,0.791849131016207°E |                                            |                     | Modifica les dades a Wikidata |
|        | Mas del Sarraí                  | Juncosa  | masia        |                             | 41° 25′ 37″ N, 0° 47′ 01″ E / 41.4270823275068°N,0.783505092764672°E |                                            |                     | Modifica les dades a Wikidata |
|        | Mas del Sereno                  | Juncosa  | masia        |                             | 41° 24′ 32″ N, 0° 45′ 18″ E / 41.4088197439262°N,0.754875520494133°E |                                            |                     | Modifica les dades a Wikidata |
|        | Mas del Sigle                   | Juncosa  | masia        |                             | 41° 24′ 50″ N, 0° 48′ 00″ E / 41.4137548346376°N,0.800050547173794°E |                                            |                     | Modifica les dades a Wikidata |
|        | Mas del Tomassada               | Juncosa  | masia        |                             | 41° 24′ 56″ N, 0° 43′ 46″ E / 41.4156184607112°N,0.729575269677711°E |                                            |                     | Modifica les dades a Wikidata |
|        | Mas del Tomàs de la Ina         | Juncosa  | masia        |                             | 41° 21′ 06″ N, 0° 49′ 12″ E / 41.3517105883013°N,0.820107048964621°E |                                            |                     | Modifica les dades a Wikidata |
|        | Mas del Ton del Viudo           | Juncosa  | masia        |                             | 41° 22′ 50″ N, 0° 48′ 01″ E / 41.3806319152106°N,0.80025887859084°E  |                                            |                     | Modifica les dades a Wikidata |
|        | Mas del Valències               | Juncosa  | masia        |                             | 41° 20′ 57″ N, 0° 49′ 41″ E / 41.3491395526242°N,0.82798593323077°E  |                                            |                     | Modifica les dades a Wikidata |
|        | Mas del Vimbodí                 | Juncosa  | masia        |                             | 41° 22′ 47″ N, 0° 46′ 07″ E / 41.379589903977°N,0.76857553972769°E   |                                            |                     | Modifica les dades a Wikidata |
|        | Mas del Virgili                 | Juncosa  | masia        |                             | 41° 22′ 40″ N, 0° 45′ 05″ E / 41.3776530575847°N,0.751475986739836°E |                                            |                     | Modifica les dades a Wikidata |
|        | Mas del Volant                  | Juncosa  | masia        |                             | 41° 22′ 57″ N, 0° 45′ 35″ E / 41.3824696644836°N,0.75968102846622°E  |                                            |                     | Modifica les dades a Wikidata |
|        | Mas del Xana                    | Juncosa  | masia        |                             | 41° 19′ 53″ N, 0° 47′ 43″ E / 41.331469151983°N,0.79531250888559°E   |                                            |                     | Modifica les dades a Wikidata |
|        | Mas del Xaneta                  | Juncosa  | masia        |                             | 41° 25′ 18″ N, 0° 46′ 55″ E / 41.4217215650164°N,0.782012254536214°E |                                            |                     | Modifica les dades a Wikidata |
|        | Mas del Xeca                    | Juncosa  | masia        |                             | 41° 24′ 41″ N, 0° 44′ 32″ E / 41.411502195563°N,0.74235923265351°E   |                                            |                     | Modifica les dades a Wikidata |
|        | Mas dels Capellans              | Juncosa  | masia        |                             | 41° 23′ 09″ N, 0° 49′ 23″ E / 41.385876641271°N,0.823127613868505°E  |                                            |                     | Modifica les dades a Wikidata |
|        | Maset d'en Jaume                | Juncosa  | masia        |                             | 41° 23′ 04″ N, 0° 47′ 11″ E / 41.3843764171956°N,0.786523274113123°E |                                            |                     | Modifica les dades a Wikidata |
|        | Maset de Pau                    | Juncosa  | masia        |                             | 41° 23′ 27″ N, 0° 47′ 32″ E / 41.390852129219°N,0.79211040897911°E   |                                            |                     | Modifica les dades a Wikidata |
|        | Maset de l'Amado                | Juncosa  | masia        |                             | 41° 21′ 10″ N, 0° 48′ 37″ E / 41.3527052862873°N,0.81035587936688°E  |                                            |                     | Modifica les dades a Wikidata |
|        | Maset de l'Eguasser             | Juncosa  | masia        |                             | 41° 23′ 48″ N, 0° 47′ 36″ E / 41.3967039802425°N,0.793413220319792°E |                                            |                     | Modifica les dades a Wikidata |
|        | Maset de l'Eristeu              | Juncosa  | masia        |                             | 41° 22′ 06″ N, 0° 48′ 54″ E / 41.3682421226199°N,0.815095464049869°E |                                            |                     | Modifica les dades a Wikidata |
|        | Maset de l'Estimat              | Juncosa  | masia        |                             | 41° 20′ 35″ N, 0° 48′ 10″ E / 41.3430306859967°N,0.802732436625437°E |                                            |                     | Modifica les dades a Wikidata |
|        | Maset de l'Isidre del Perelló   | Juncosa  | masia        |                             | 41° 22′ 51″ N, 0° 47′ 19″ E / 41.3809245224005°N,0.788745055277547°E |                                            |                     | Modifica les dades a Wikidata |
|        | Maset de l'Àngel Mort           | Juncosa  | masia        |                             | 41° 21′ 07″ N, 0° 49′ 29″ E / 41.3519045323759°N,0.824642748067575°E |                                            |                     | Modifica les dades a Wikidata |
|        | Maset de l'Àngel del Xeret      | Juncosa  | masia        |                             | 41° 24′ 56″ N, 0° 47′ 19″ E / 41.4155875719065°N,0.788538419518006°E |                                            |                     | Modifica les dades a Wikidata |
|        | Maset de la Pubilla             | Juncosa  | masia        |                             | 41° 21′ 08″ N, 0° 47′ 39″ E / 41.3523441002403°N,0.794279056073292°E |                                            |                     | Modifica les dades a Wikidata |
|        | Maset del Blanco                | Juncosa  | masia        |                             | 41° 22′ 28″ N, 0° 48′ 20″ E / 41.3743629345601°N,0.805432424661673°E |                                            |                     | Modifica les dades a Wikidata |
|        | Maset del Blanco                | Juncosa  | masia        |                             | 41° 24′ 44″ N, 0° 46′ 19″ E / 41.4121624301488°N,0.77207240111522°E  |                                            |                     | Modifica les dades a Wikidata |
|        | Maset del Campaner              | Juncosa  | masia        |                             | 41° 23′ 59″ N, 0° 49′ 55″ E / 41.3995904523485°N,0.832000073495243°E |                                            |                     | Modifica les dades a Wikidata |
|        | Maset del Català                | Juncosa  | masia        |                             | 41° 24′ 04″ N, 0° 45′ 52″ E / 41.4011797808807°N,0.76446902719842°E  |                                            |                     | Modifica les dades a Wikidata |
|        | Maset del Cisquet del Domingo   | Juncosa  | masia        |                             | 41° 22′ 21″ N, 0° 44′ 56″ E / 41.372556807073°N,0.748793897973452°E  |                                            |                     | Modifica les dades a Wikidata |
|        | Maset del Coix                  | Juncosa  | masia        |                             | 41° 20′ 56″ N, 0° 48′ 43″ E / 41.3489682831832°N,0.811819836407723°E |                                            |                     | Modifica les dades a Wikidata |
|        | Maset del Conyet                | Juncosa  | masia        |                             | 41° 20′ 35″ N, 0° 47′ 08″ E / 41.3430773240596°N,0.785437137078794°E |                                            |                     | Modifica les dades a Wikidata |
|        | Maset del Doumer                | Juncosa  | masia        |                             | 41° 22′ 47″ N, 0° 48′ 37″ E / 41.3796537836271°N,0.810360620220773°E |                                            |                     | Modifica les dades a Wikidata |
|        | Maset del Ferrer del Perxer     | Juncosa  | masia        |                             | 41° 23′ 40″ N, 0° 48′ 18″ E / 41.3943396049719°N,0.804939748276478°E |                                            |                     | Modifica les dades a Wikidata |
|        | Maset del Forés del Sau         | Juncosa  | masia        |                             | 41° 21′ 03″ N, 0° 47′ 33″ E / 41.3507901662404°N,0.792622275067994°E |                                            |                     | Modifica les dades a Wikidata |
|        | Maset del Gendre                | Juncosa  | masia        |                             | 41° 21′ 30″ N, 0° 46′ 49″ E / 41.3584358982739°N,0.780397638899491°E |                                            |                     | Modifica les dades a Wikidata |
|        | Maset del Gregori               | Juncosa  | masia        |                             | 41° 23′ 34″ N, 0° 48′ 25″ E / 41.3929082418945°N,0.8068657356221°E   |                                            |                     | Modifica les dades a Wikidata |
|        | Maset del Guiu                  | Juncosa  | masia        |                             | 41° 22′ 45″ N, 0° 46′ 57″ E / 41.3791117952253°N,0.782540476279953°E |                                            |                     | Modifica les dades a Wikidata |
|        | Maset del Joanet del Fonso      | Juncosa  | masia        |                             | 41° 21′ 09″ N, 0° 46′ 22″ E / 41.3524513906066°N,0.77273586638745°E  |                                            |                     | Modifica les dades a Wikidata |
|        | Maset del Josep del Fernando    | Juncosa  | masia        |                             | 41° 20′ 55″ N, 0° 48′ 37″ E / 41.3486774755408°N,0.810263802937874°E |                                            |                     | Modifica les dades a Wikidata |
|        | Maset del Mau                   | Juncosa  | masia        |                             | 41° 20′ 23″ N, 0° 46′ 52″ E / 41.3396876717083°N,0.781070470220427°E |                                            |                     | Modifica les dades a Wikidata |
|        | Maset del Mestre de Maials      | Juncosa  | masia        |                             | 41° 23′ 49″ N, 0° 47′ 30″ E / 41.3969499707237°N,0.791682466932018°E |                                            |                     | Modifica les dades a Wikidata |
|        | Maset del Mosca                 | Juncosa  | masia        |                             | 41° 24′ 58″ N, 0° 46′ 40″ E / 41.4161632002038°N,0.777750531834956°E |                                            |                     | Modifica les dades a Wikidata |
|        | Maset del Nadal                 | Juncosa  | masia        |                             | 41° 23′ 04″ N, 0° 48′ 36″ E / 41.384553665818°N,0.809897196215648°E  |                                            |                     | Modifica les dades a Wikidata |
|        | Maset del Ninyà                 | Juncosa  | masia        |                             | 41° 23′ 07″ N, 0° 44′ 58″ E / 41.3852214707764°N,0.749313642155907°E |                                            |                     | Modifica les dades a Wikidata |
|        | Maset del Pelegrí               | Juncosa  | masia        |                             | 41° 23′ 10″ N, 0° 44′ 26″ E / 41.3861506046591°N,0.740658941437723°E |                                            |                     | Modifica les dades a Wikidata |
|        | Maset del Penya                 | Juncosa  | masia        |                             | 41° 22′ 48″ N, 0° 47′ 45″ E / 41.3800002666505°N,0.795963259209993°E |                                            |                     | Modifica les dades a Wikidata |
|        | Maset del Penyeta               | Juncosa  | masia        |                             | 41° 22′ 36″ N, 0° 48′ 07″ E / 41.3767353529903°N,0.801849061388074°E |                                            |                     | Modifica les dades a Wikidata |
|        | Maset del Pinoset               | Juncosa  | masia        |                             | 41° 23′ 10″ N, 0° 45′ 26″ E / 41.3859786019176°N,0.757180632822257°E |                                            |                     | Modifica les dades a Wikidata |
|        | Maset del Pubill                | Juncosa  | masia        |                             | 41° 21′ 37″ N, 0° 46′ 58″ E / 41.3603363963792°N,0.782735907003851°E |                                            |                     | Modifica les dades a Wikidata |
|        | Maset del Quico                 | Juncosa  | masia        |                             | 41° 22′ 49″ N, 0° 44′ 58″ E / 41.3802537994355°N,0.749520883253141°E |                                            |                     | Modifica les dades a Wikidata |
|        | Maset del Ramon de la Pepa      | Juncosa  | masia        |                             | 41° 22′ 24″ N, 0° 47′ 03″ E / 41.373395708897°N,0.784109753957162°E  |                                            |                     | Modifica les dades a Wikidata |
|        | Maset del Suc                   | Juncosa  | masia        |                             | 41° 22′ 28″ N, 0° 48′ 18″ E / 41.3745070594336°N,0.804961247000022°E |                                            |                     | Modifica les dades a Wikidata |
|        | Maset del Tomàs de la Ina       | Juncosa  | masia        |                             | 41° 24′ 16″ N, 0° 45′ 01″ E / 41.4043072033608°N,0.75025784461297°E  |                                            |                     | Modifica les dades a Wikidata |
|        | Maset del Vimbodí               | Juncosa  | masia        |                             | 41° 22′ 42″ N, 0° 47′ 50″ E / 41.3782691148868°N,0.797277311237915°E |                                            |                     | Modifica les dades a Wikidata |
|        | Masia del Penyeta               | Juncosa  | masia        |                             | 41° 22′ 45″ N, 0° 45′ 38″ E / 41.3792532916823°N,0.760556778329859°E |                                            |                     | Modifica les dades a Wikidata |
|        | Masos del Rei                   | Juncosa  | masia        |                             | 41° 20′ 55″ N, 0° 48′ 36″ E / 41.3486177841927°N,0.80996699217984°E  |                                            |                     | Modifica les dades a Wikidata |
|        | la Serreta                      | Juncosa  | masia        |                             | 41° 21′ 08″ N, 0° 48′ 01″ E / 41.3522899635327°N,0.800388933360377°E |                                            |                     | Modifica les dades a Wikidata |
|        | la Venta                        | Juncosa  | masia        |                             | 41° 19′ 38″ N, 0° 48′ 48″ E / 41.3272279916844°N,0.813360208404163°E |                                            |                     | Modifica les dades a Wikidata |

## muntanya
| imatge | Nom                      | Ubicat a                               | instància de | Detalls | coordenades                                                         | Protecció | Commons (més fotos) | Dades a WD                    |
| ------ | ------------------------ | -------------------------------------- | ------------ | ------- | ------------------------------------------------------------------- | --------- | ------------------- | ----------------------------- |
|        | Censalets                | Juncosa                                | muntanya     |         | 41° 22′ 26″ N, 0° 47′ 05″ E / 41.3739°N,0.784722°E 645.8 msnm       |           |                     | Modifica les dades a Wikidata |
|        | Punta de la Figuera      | Cervià de les Garrigues Juncosa        | muntanya     |         | 41° 24′ 46″ N, 0° 48′ 17″ E / 41.41269444°N,0.80477778°E 554.6 msnm |           |                     | Modifica les dades a Wikidata |
|        | Punta de la Sinyora      | Juncosa                                | muntanya     |         | 41° 20′ 15″ N, 0° 49′ 07″ E / 41.33755556°N,0.81855556°E 746.2 msnm |           |                     | Modifica les dades a Wikidata |
|        | Punta del Bou            | la Pobla de Cérvoles Juncosa           | muntanya     |         | 41° 21′ 58″ N, 0° 50′ 43″ E / 41.36605556°N,0.84525°E 658.4 msnm    |           |                     | Modifica les dades a Wikidata |
|        | Punta del Coll de Falenç | el Soleràs l'Albagés Juncosa els Torms | muntanya     |         | 41° 25′ 05″ N, 0° 43′ 25″ E / 41.41801889°N,0.72363056°E 496.9 msnm |           |                     | Modifica les dades a Wikidata |
|        | Punta del Tatà           | la Pobla de Cérvoles Juncosa           | muntanya     |         | 41° 22′ 28″ N, 0° 50′ 36″ E / 41.3745°N,0.843472°E 651.8 msnm       |           |                     | Modifica les dades a Wikidata |
|        | Punta del Xoriguer       | Juncosa                                | muntanya     |         | 41° 21′ 49″ N, 0° 45′ 34″ E / 41.36351667°N,0.75936389°E 628.7 msnm |           |                     | Modifica les dades a Wikidata |
|        | Roca Censal              | Juncosa                                | muntanya     |         | 41° 20′ 25″ N, 0° 48′ 22″ E / 41.34021389°N,0.80603611°E 715.5 msnm |           |                     | Modifica les dades a Wikidata |
|        | Tossal Gros              | Juncosa                                | muntanya     |         | 41° 23′ 38″ N, 0° 48′ 40″ E / 41.39394444°N,0.81105556°E 612.4 msnm |           |                     | Modifica les dades a Wikidata |
|        | la Venta                 | Margalef Ulldemolins Juncosa           | muntanya     |         | 41° 19′ 37″ N, 0° 48′ 45″ E / 41.32708333°N,0.81261111°E 792.6 msnm |           |                     | Modifica les dades a Wikidata |

## serra
| imatge | Nom                        | Ubicat a                                    | instància de | Detalls | coordenades                                                         | Protecció | Commons (més fotos) | Dades a WD                    |
| ------ | -------------------------- | ------------------------------------------- | ------------ | ------- | ------------------------------------------------------------------- | --------- | ------------------- | ----------------------------- |
|        | Serrall de la Vall de Reig | Juncosa                                     | serra        |         | 41° 23′ 13″ N, 0° 45′ 42″ E / 41.3869°N,0.761553°E 622.4 msnm       |           |                     | Modifica les dades a Wikidata |
|        | Serrall de les Cometes     | Juncosa els Torms                           | serra        |         | 41° 24′ 27″ N, 0° 44′ 08″ E / 41.40738889°N,0.73569444°E 565.8 msnm |           |                     | Modifica les dades a Wikidata |
|        | Serrall dels Sarraïns      | Juncosa                                     | serra        |         | 41° 24′ 37″ N, 0° 47′ 52″ E / 41.4102°N,0.797639°E 555.9 msnm       |           |                     | Modifica les dades a Wikidata |
|        | la Serra                   | Juncosa                                     | serra        |         | 41° 20′ 15″ N, 0° 49′ 01″ E / 41.3375°N,0.816972°E 474.1 msnm       |           |                     | Modifica les dades a Wikidata |
|        | serra de l'Alzina Alta     | Juncosa els Torms                           | serra        |         | 41° 23′ 11″ N, 0° 43′ 58″ E / 41.38633333°N,0.73275°E 564.9 msnm    |           |                     | Modifica les dades a Wikidata |
|        | serra de la Devesa         | Juncosa                                     | serra        |         | 41° 22′ 56″ N, 0° 46′ 36″ E / 41.38212778°N,0.77669722°E 644.9 msnm |           |                     | Modifica les dades a Wikidata |
|        | serra dels Fontanets       | l'Albagés Juncosa                           | serra        |         | 41° 26′ 40″ N, 0° 45′ 56″ E / 41.44444722°N,0.76569167°E 451.3 msnm |           |                     | Modifica les dades a Wikidata |
|        | serrall de les Aubagues    | Bellaguarda la Granadella Juncosa els Torms | serra        |         | 41° 22′ 11″ N, 0° 44′ 04″ E / 41.3696°N,0.734528°E 595.4 msnm       |           |                     | Modifica les dades a Wikidata |

## Misc
| imatge | Nom                          | Ubicat a | instància de                                   | Detalls                                  | coordenades | Protecció                                            | Commons (més fotos) | Dades a WD                    |
| ------ | ---------------------------- | -------- | ---------------------------------------------- | ---------------------------------------- | --- | ---------------------------------------------------- | ------------------- | ----------------------------- |
|        | Cal Segle                    | Juncosa  | casa                                           | Estil: arquitectura popular              | 41° 22′ 16″ N, 0° 46′ 31″ E / 41.37112°N,0.77524°E                                                                          | bé integrant del patrimoni cultural català           |                     | Modifica les dades a Wikidata |
|        | Castell de Vall-de-reig      | Juncosa  | castell                                        |                                          | 41° 23′ 15″ N, 0° 45′ 51″ E / 41.387634°N,0.764202°E ca:Partida de Vall de Reig, paratge lo Coll d'Escapa, Juncosa 579 msnm | bé d'interès cultural bé cultural d'interès nacional |                     | Modifica les dades a Wikidata |
|        | Construccions de pedra seca  | Juncosa  | barraca de vinya                               | Estil: arquitectura popular              | 41° 25′ 07″ N, 0° 43′ 56″ E / 41.41861°N,0.73224°E                                                                          | bé integrant del patrimoni cultural català           |                     | Modifica les dades a Wikidata |
|        | Juncosa                      | Juncosa  | entitat singular de població capital municipal | 389 hab                                  | 41° 22′ 15″ N, 0° 46′ 32″ E / 41.37096542°N,0.77545978°E 576 msnm                                                           |                                                      |                     | Modifica les dades a Wikidata |
|        | Porxo del Mig                | Juncosa  | passatge                                       | Estil: arquitectura popular 16th century | 41° 22′ 14″ N, 0° 46′ 30″ E / 41.37048°N,0.77513°E ca:C. Porxo, 1                                                           | bé integrant del patrimoni cultural català           | Porxo del Mig       | Modifica les dades a Wikidata |
|        | Sensalet                     | Juncosa  | vèrtex geodèsic                                | Alt: 1.2m                                | 41° 22′ 26″ N, 0° 47′ 03″ E / 41.373914°N,0.784218°E 645.168 msnm                                                           |                                                      |                     | Modifica les dades a Wikidata |
|        | casa consistorial de Juncosa | Juncosa  | casa consistorial                              |                                          | 41° 22′ 17″ N, 0° 46′ 32″ E / 41.3714154°N,0.7754988°E                                                                      |                                                      |                     | Modifica les dades a Wikidata |
|        | font del Crestall            | Juncosa  | font                                           |                                          | 41° 22′ 28″ N, 0° 50′ 00″ E / 41.374352967806°N,0.833412599643307°E                                                         |                                                      |                     | Modifica les dades a Wikidata |
|        | fortalesa de la Sisquella    | Juncosa  | fortalesa                                      |                                          | 41° 24′ 16″ N, 0° 47′ 28″ E / 41.4043194444°N,0.791188888889°E                                                              |                                                      |                     | Modifica les dades a Wikidata |